# Otomys irroratus
Otomys irroratus là một loài động vật có vú trong họ Chuột, bộ Gặm nhấm. Loài này được Brants mô tả năm 1827.

## Hình ảnh

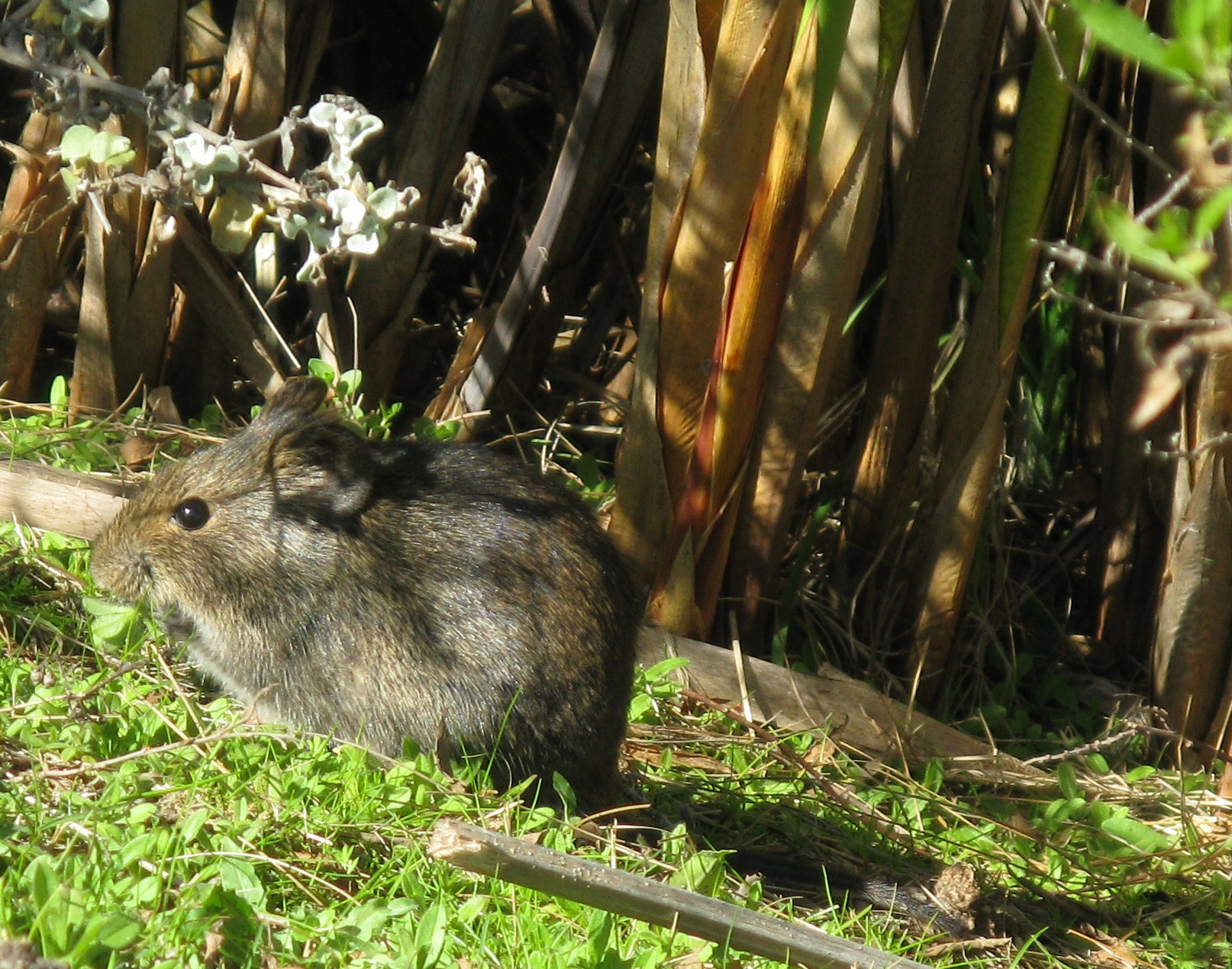